# شب خاموش (فیلم ۲۰۱۲)
شب خاموش (انگلیسی: Silent Night) فیلمی در ژانر ترسناک و اسلشر به کارگردانی استیون سی میلراست که در سال ۲۰۱۲ منتشر شد. از بازیگرانِ آن می‌توان به مالکوم مک‌داول، جایمی کینگ، دونال لوگ، الن ونگ، و برندان فهر اشاره کرد.

## خلاصه داستان
نیروی پلیس یک شهر دورافتاده در جستجوی قاتلی به شکل بابانوئل است که شهروندان را در شب کریسمس می‌رباید…